# José Luis Gómez (voetballer)
José Luis Gómez (Santiago del Estero, 10 september 1993) is een Argentijns voetballer die doorgaans als rechtsback speelt. Hij verruilde Racing Club in juli 2017 voor Lanús, dat hem in het voorgaande anderhalf jaar al huurde. Gómez debuteerde in 2017 in het Argentijns voetbalelftal.

## Carrière
Gómez begon met voetballen op een voetbalschool in zijn geboortestad. Nadat hij verhuisde naar Buenos Aires, werd hij opgenomen in de jeugdopleiding van Racing Club. Hiervoor debuteerde hij op 29 augustus 2013 in het betaald voetbal tijdens een met 2–0 verloren wedstrijd in de competitie om de Copa Sudamericana, uit tegen Lanús. Zijn debuut in de Primera División volgde op 1 september 2013. Die dag verloren zijn ploeggenoten en hij met 1–0 uit bij All Boys.
Racing verhuurde Gómez in januari 2015 voor een jaar aan San Martín en in januari 2016 voor anderhalf jaar aan Lanús. Met laatstgenoemde club werd hij in 2016 Argentijns landskampioen en won hij in februari 2017 de Argentijnse supercup 2016. Gómez debuteerde op 10 maart 2017 namens Lanús in het toernooi om de Copa Libertadores, thuis tegen Nacional (0–1). Lanús nam hem in juli 2017 definitief over van Racing.

## Clubstatistieken
| Seizoen         | Club            | Competitie       | Competitie | Competitie | Beker | Beker | Internationaal | Internationaal | Totaal | Totaal |
| Seizoen         | Club            | Competitie       | Wed.       | Dlp.       | Wed.  | Dlp.  | Wed.           | Dlp.           | Wed.   | Dlp.   |
| --------------- | --------------- | ---------------- | ---------- | ---------- | ----- | ----- | -------------- | -------------- | ------ | ------ |
| 2013/14         | Racing Club     | Primera División | 28         | 0          | 1     | 0     | 1              | 0              | 30     | 0      |
| 2015            | → San Martín    | Primera División | 29         | 3          | 2     | 0     | –              | –              | 31     | 3      |
| 2016            | → Lanús         | Primera División | 15         | 0          | 1     | 0     | 2              | 0              | 18     | 0      |
| 2016/17         | → Lanús         | Primera División | 27         | 1          | 1     | 0     | 6              | 0              | 34     | 1      |
| 2017/18         | Lanús           | Primera División | 3          | 0          | 0     | 0     | 7              | 0              | 10     | 0      |
| 2018/19         | Lanús           | Primera División | 5          | 0          | 1     | 0     | –              | –              | 6      | 0      |
| Carrière totaal | Carrière totaal | Carrière totaal  | 107        | 4          | 6     | 0     | 16             | 0              | 129    | 4      |

Bijgewerkt t/m 2 juni 2019

## Interlandcarrière
Gómez behoorde tot de selectie die namens Argentinië deelnam aan de Olympische Zomerspelen 2016. Hij speelde tijdens dat toernooi drie wedstrijden. Hij debuteerde op 9 juni 2017 in het Argentijns voetbalelftal, tijdens een met 0–1 gewonnen wedstrijd tegen Brazilië, in Melbourne.

## Erelijst
| Kampioen Primera División | 1x | 2016 |
| Supercopa Argentina       | 1x | 2016 |